# أيان فايف
أيان فايف (بالإنجليزية: Iain Fyfe)‏ (مواليد 3 أبريل 1982 في أستراليا) لاعب كرة قدم يجيد اللعب في خط الدفاع . يلعب حاليا لصالح نادي بوسان.

## روابط خارجية
- أيان فايف على موقع الاتحاد الدولي (مؤرشف)  (الإنجليزية)
- أيان فايف على موقع دوري كوريا الجنوبية (الإنجليزية)
- أيان فايف على موقع قاعدة بيانات كرة القدم.إي يو (الإنجليزية)
- أيان فايف على موقع Soccerway.com (الإنجليزية)
- أيان فايف على موقع كووورة